# Kryterium Hautusa
Kryterium Hautusa – kryterium pozwalające określić sterowalność układu liniowego. Dzięki niemu można określić, kiedy układ pozwala modyfikować wszystkie swoje parametry.

## Definicja
Układ liniowy jest sterowalny wtedy i tylko wtedy, gdy:
{\displaystyle \operatorname {rank} {\begin{bmatrix}\lambda {I_{n}}-A&B\end{bmatrix}}=n} dla {\displaystyle \lambda } należącego do {\displaystyle \operatorname {sp} (A),}
gdzie:
{\displaystyle \operatorname {rank} } – rząd macierzy,
{\displaystyle \operatorname {sp} } – widmo macierzy, czyli zbiór wartości własnych,
{\displaystyle n} – wymiar macierzy {\displaystyle A} (macierz kwadratowa).
Jeśli powyższy warunek jest spełniony, to układ jest sterowalny.